# Рэмбо (лис)
Рэмбо (ок. 2018 года — пропал без вести в октябре 2022 года) — кличка дикого рыжего лиса (Vulpes vulpes), который жил более четырёх лет в огороженной заповедной зоне дикой природы в заповеднике «Лес Пиллига» (англ. Pilliga forest) в австралийском штате Новый Южный Уэльс. Рэмбо регулярно попадался в поле зрения фотоловушек, но всегда уходил от всех попыток поймать, отравить или застрелить его, несмотря на то что охотники приложили к этому огромные усилия.

## Биография
Пиллига — это австралийский заповедник лесистого типа, территория которого занимает 35 632 гектаров и благоприятна для разведения некоторых редких животных, так как хищников на этой земле почти не водится. Австралийские зоологи планировали разводить там животных, находящих на грани исчезновения, таких как кроличий бандикут, чернохвостая сумчатая куница, грубошёрстный бандикут и короткокоготный кенгуру. Однако сначала нужно было уничтожить всех инвазивных хищников на этой территории. Такая попытка была предпринята в 2019 году: было уничтожено 6 диких кошек и 5 рыжих лисиц, однако шестая лисица оказалась умнее остальных особей и выжила. Было сделано предположение, что этот лис родился в 2018 году, и, вероятно, члены его семьи погибли в ловушках, что сделало его более осторожным. Лис неоднократно попадался в объективы фотоловушек, но живьём люди видели его всего дважды. Он был назван в честь Джона Рэмбо, главного героя фильма 1982 года «Рэмбо: Первая кровь». Наличие хищника Рэмбо задержало запланированную реинтродукцию нескольких видов млекопитающих, находящихся под угрозой исчезновения.
Факт наличия живой и здоровой лисы на территории заповедника сильно осложнил работу зоологов, задержав их планы на полтора года. На лиса началась масштабная охота, растянувшаяся на несколько недель, но ни дроны с тепловизорами, ни аэросъёмка, ни обученные собаки не помогли загнать лиса. Охотниками было оставлено 2785 отравленных приманок, однако лис не обратил на них внимания.
С 9 октября 2022 года лис перестал появляться в объективах фотоловушек, а вскоре в заповеднике пропали какие-либо его следы. Работники заповедника сделали вывод, что Рэмбо, скорее всего, погиб в результате наводнения, которое произошло в районе ручья, где он любил проводить время.